# Chiesa di San Vittore Mauro (Origlio)
La chiesa di San Vittore Mauro è un edificio religioso barocco che si trova in località Carnago, nel territorio di Origlio.

## Storia
La chiesa fu costruita nell'VIII secolo, ma - come si è scoperto nel 1988 in seguito a una ricerca archeologica - fu costruita su un preesistente insediamento di culto, probabilmente sepolcrale: a ridosso dell'edificio, infatti, fu rinvenuta una struttura di forma quadrangolare che ospitava una tomba romana d'epoca tarda, anch'essa ritrovata. Nel X secolo la chiesa fu distrutta, forse da un incendio, e immediatamente rieretta. Fra il XIII e il XV secolo la chiesa fu nuovamente demolita, questa volta per essere ricostruita: dell'edificio originario fu conservata solo una parente, quella occidentale. Nel 1583, con la realizzazione dell'abside, di forma semicircolare, la costruzione fu completata e la chiesa diventò sede di una parrocchia autonoma. Il campanile e il coro, tuttavia, sono posteriori: il primo fu aggiunto fra il 1606 e il 1614, mentre il secondo risale agli anni intorno al 1705. Le campane furono realizzate da Angelo Bianchi nel 1909 con incastellatura Varesina.